# 280
El año 280 (CCLXXX) fue un año bisiesto comenzado en jueves del calendario juliano, en vigor en aquella fecha.
En el Imperio romano el año fue nombrado como el del consulado de Mesala y Grato o, menos comúnmente, como el 1033 Ab urbe condita, siendo su denominación como 280 posterior, de la Edad Media, al establecerse el Anno Domini.

## Acontecimientos
- Aparece la tribu germánica de los turingios.
- Hispania romana: la provincia se declara partidaria de Bonoso, contra Probo.[1]

## Nacimientos
- San Jorge, soldado del Imperio romano y luego mártir cristiano (o 275, fecha aproximada).
- Se estima que San Nicolás de Bari podría haber nacido en este año.

## Fallecimientos
- Maharaja Sri-Gupta de la dinastía Gupta.